# 堺浜野球場
堺浜野球場（さかいはまやきゅうじょう）は、大阪府堺市堺区の新日鐵住金堺製鐵所内にかつて存在した野球場。施設は新日鐵住金が所有し、運営管理はバレーボールVリーグ・堺ブレイザーズの運営会社であるブレイザーズスポーツクラブが行っていた。また施設管理権の一部は堺市が所有しており、市の施設としても供用されていた。

## 歴史
堺製鐵所内に新日鐵堺野球場（しんにってつ・さかいやきゅうじょう）として開場。以来、同製鐵所の硬式野球部が練習グラウンドとして使用してきたが、1994年に休部になった。その後一般利用や高校野球の練習場などとして供用されてきたが、2003年、新日鐵堺OBの野茂英雄（当時ロサンゼルス・ドジャース）が社会人野球のクラブチームNOMOベースボールクラブを設立、2011年まで同クラブが堺球場を練習場として使用していた。
2005年春、現名称に改称。堺市の協力により照明設備とスタンドが整備された。また同年から堺市が堺浜野球場と隣接する第二野球場の管理権の一部を取得し、市の施設として本格的な一般向け供用を開始した。
2012年、阪神高速6号大和川線の建設用地となるために閉鎖された。

## 主なエピソード
- 2007年1月、当時オリックス・バファローズに在籍していた中村紀洋は球団との契約更改交渉がこじれ、移籍先も見つからなかったため自由契約となった。中村は移籍先が見つかるまでの間、義兄の村上嵩幸（野球解説者、元大阪近鉄バファローズ他）らと共に自主トレーニングを続けたが、その間はこの堺浜をはじめとする大阪市周辺の野球場を転々としていた。中村は2月15日に中日ドラゴンズの入団テストに参加、同25日に育成選手枠で正式に入団した。

## 施設概要
- 両翼：91m、中堅：114m
- 内野：クレー舗装、外野：天然芝
- 照明設備：-
- スコアボード：パネル式
- 収容人員：-人

## 堺製鐵所内その他のスポーツ施設
- 堺浜第二野球場（軟式野球・ソフトボール等、照明なし）
- 新日鐵住金堺体育館

## 交通
- 南海本線・堺駅西口から南海バス「（19）八幡町経由堺東駅前」行または「（20）堺浜シーサイドステージ経由堺東駅前」行で「八幡町」下車